# Ignazio Auconi
Ignazio Auconi (* 24. September 1816 in Lavinia bei Velletri; † 3. Februar 1877 in Rom) war ein italienischer Priester und zwischen 1862 und 1869 Generalrektor der Pallottiner.
In Rom lernte er Vincenzo Pallotti kennen. 1841 wurde er zum Priester geweiht und trat im Jahr darauf den Pallottinern bei.
Pater Auconi war einer der engsten Mitarbeiter von Vincenzo Pallotti und wirkte bei der Erstellung der Ordensregeln mit. Er predigte, missioniert und führte Exerzitien zusammen mit Pallotti durch. Er war auch bei seinem Tod anwesend und wurde 1848 Mitglied des ersten Generalrats.
Pater Ignacy Auconi wurde er 1862 zum Generalrektor der Pallotinner. Während seiner Amtszeit konnte er die inneren Schwierigkeiten nicht lösen. Am Ende seiner Amtszeit bestand die Gemeinschaft nur noch aus zwölf Patern und drei Ordensbrüdern.
Er starb im Alter von 61 Jahren und wurde auf dem römischen Friedhof Campo Verano bestattet.